# Lorettokapelle (Rohr in Niederbayern)

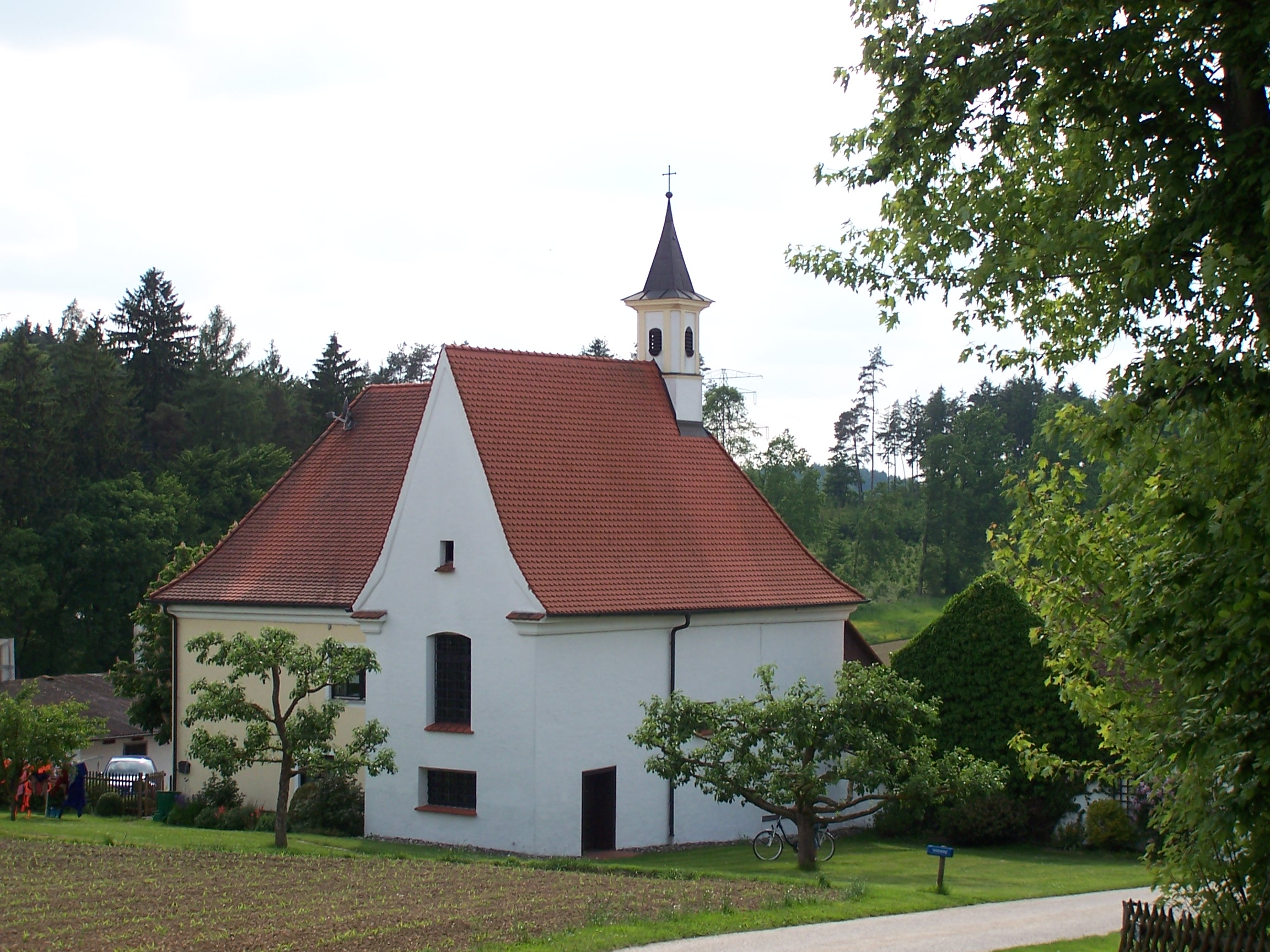
Außenansicht der Lorettokapelle

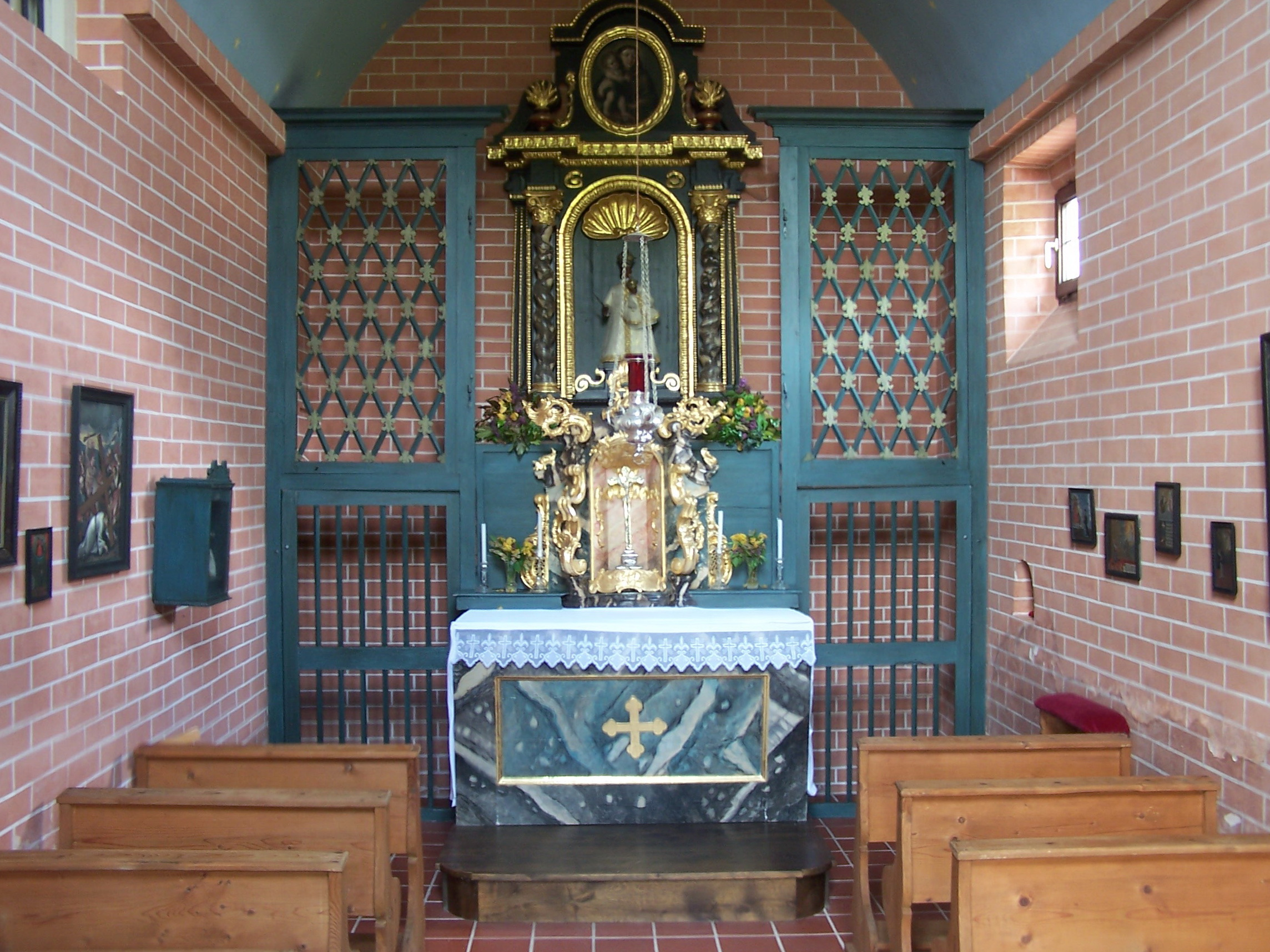
Innenansicht

Die Lorettokapelle bei Rohr ist ein Bau aus der zweiten Hälfte des 17. Jahrhunderts.
Die anschließende Klause wurde um 1735 erbaut. Sie schließt im rechten Winkel an die Kapelle an. Die Klause scheint für die Rohrer Stiftsherren als Sommervilla gedient zu haben.
Die Kapelle ist eine der geläufigen Nachbildungen der Casa Sancta in Loreto. Sie ist ein rechteckiger Kapellenbau mit steilem, gekröpftem Satteldach. Über der Westseite mit Pilaster-Gliederung befindet sich auf dem gekröpften Helmdach ein quadratischer Dachreiter.
Das Tonnengewölbe des Innenraums ist mit Klinkern verkleidet. Der kleine Altar mit zwei gewundenen Säulen steht hinter einer Gitterwand. Eine schwarze Marienfigur mit Jesuskind und Zepter befindet sich in einer Muschelnische; im Aufzug zwischen Gebälkvasen ein Ovalbild des St. Antonius von Padua; auf der Mensa ein Tabernakel mit Kreuz; seitlich Rokoko-Voluten mit Rank- und Gitterwerk.